# 生団子
生団子（なまだんご）は、長野県埴科郡、更級郡（現・長野市）などに見られる特殊な家筋。
この家筋では生団子仏（なまだんごぼとけ）という仏像を本尊としているといわれる。この仏像は片足が素足で、片方の草履を手に持っているという奇妙な姿のものであり、この家筋との縁組は忌まれるという。また、この生団子仏に供えるために団子を茹でると、その名の通り一つだけ生のままの物が必ずあるともいわれ、彼岸や月見に団子を作っても、3つは必ず生のままになるともいう。
また長野の上水内郡北小川村（現・小川村）には、生団子という名の掛け物が伝わっている。仏像を描いたものだが、その姿は頭に笠を被り、生団子仏と同様に片足が素足、もう片方には破れた草履を履き、身につけた衣も破れており、手には半分折れた杖を持っているというものである。この掛け物を持っている家には、金がたまるといわれている。
生団子の家筋は山伏や武士の末裔というが、阿弥陀仏を本尊にする阿弥陀衆である、仏事を扱った人々である、死者を取り扱った人々の子孫であるなどともいわれることから、「なまだんご」とは「南無阿弥陀仏講」が訛ったものであり、葬事に参与する被差別民阿弥陀衆・念仏衆の末裔とする説もある。
武州（現・埼玉県）秩父地方にも生団子の名は伝わっており、憑き物のオサキやネブッチョウと並び、これらの家筋は秩父の三害といわれたという。